# Sayaka Mikami
Sayaka Mikami (en japonés: 三上紗也可, Mikami Sayaka; Yonago, 8 de diciembre de 2000) es una deportista japonesa que compite en saltos de trampolín.
Ganó dos medallas en el Campeonato Mundial de Natación, en los años 2022 y 2025. En los Juegos Asiáticos de 2022 consiguió una medalla de bronce en la prueba de trampolín 3 m.

## Palmarés internacional
| Campeonato Mundial | Campeonato Mundial  | Campeonato Mundial | Campeonato Mundial   |
| Año                | Lugar               | Medalla            | Prueba               |
| ------------------ | ------------------- | ------------------ | -------------------- |
| 2022               | Budapest (Hungría)  | Medalla de plata   | Trampolín 3 m sincro |
| 2025               | Singapur (Singapur) | Medalla de bronce  | Equipo mixto         |
| Juegos Asiáticos   |                     |                    |                      |
| Año                | Lugar               | Medalla            | Prueba               |
| 2022               | Hangzhou (China)    | Medalla de bronce  | Trampolín 3 m        |